# バード・オブ・プレイ
バード・オブ・プレイは、SFテレビドラマ／映画『スタートレック』シリーズに登場する架空の宇宙船の名称である。翼を広げた猛禽のような形で、遮蔽装置を搭載している（「バード・オブ・プレイ」は英語では猛禽類という意味）。
『宇宙大作戦』ではロミュラン人が用いる船の事だったが、『スタートレックIII ミスター・スポックを探せ!』以降はクリンゴン人が用いる船を指すようになった。これは『スタートレックIII』の脚本の準備稿ではロミュランの宇宙船が登場する予定だったためである、ロミュランからクリンゴンに脚本が変更された後も宇宙船の名前はそのまま変更されなかった。

## ロミュランのバード・オブ・プレイ
2152年、地球の宇宙艦隊が初遭遇したバード・オブ・プレイは緑色の船体で、既に遮蔽装置を備えていた（『スタートレック:エンタープライズ』）。
23世紀（宇宙大作戦）に登場したバード・オブ・プレイは、船体の色が白っぽく、船体下面に黄色い猛禽類（バード･オブ･プレイ）の絵がペイントされているという外見の特徴があり、他の時代のものと異なっている。また艦の性能も同時代の連邦艦に著しく劣っている。なお、「連邦艦の防御シールドも通用しないほど強力だが、全速後退すれば命中する前に射程外に離脱できるほど弾速が遅い」独特のプラズマ兵器を装備していた。当初の設定では動力はインパルス・エンジンのみでワープ航法は不可だった。が、ぶんか社の「スタートレックメカニクス」では最大速度ワープ5となっている他、POCKETBOOKS刊「STARTREK STARPHIPSPOTTER」では巡航速度ワープ6最大速度ワープ8となっている。これはワープなしで外宇宙に出るのはまず不可能と考えられたための変更と思われる。デザイン及び撮影用模型製作は番組の美術スタッフのワー・チャン。
ロミュラン帝国の戦艦は24世紀（『新スタートレック』）以降、ウォーバードと呼ばれるようになっている。動力源は小型の人工ブラックホールを使用したワープエンジン、外見は緑色の中空型（あるいは上下に重なった双胴型）。大きさはα・β宇宙域の戦闘艦として最大級のものとなる。遮蔽装置を備え、強さもギャラクシー級に十分対抗出来るだけのものがある。今までにデイダリデックス級と偵察艦が確認されている。
ドミニオン戦争ではジェムハダー、ブリーンの艦隊に大きな損害を受け旗艦が大破させられている。
映画『ネメシス/S.T.X』には、新鋭の大型戦艦「シミター」が登場する。その攻撃力の強大さはエンタープライズＥを大破させ、ブリッジに大穴を空けるほどで、さらに遮蔽能力も高く、ライカーいわく「10ｍ先を通過してもわからない」上に、遮蔽したままでの攻撃が可能。また、超大型セラロン放射線発生器を搭載し、地球上の全生命体を一撃で抹殺することも可能である。なお、劇中には新型のヴァルドア級ウォーバード（船体は単胴型）も登場し、エンタープライズＥと共闘するが、シミター相手にはまったく歯が立たずに返り討ちにされている。

## クリンゴンのバード・オブ・プレイ
『スタートレックIII ミスター・スポックを探せ!』から登場。同映画の日本語では「猛鳥号」「ハゲタカ号」とも訳される。23世紀のごく短い期間に同盟関係にあったロミュランから提供された遮蔽装置を持つ。翼を広げた外観や大きさは宇宙船というより大型航空機に近く、大気圏突入・離脱が可能で、また着陸時・通常航行時・戦闘時と状況によって主翼の角度が変化する。船首に光子魚雷ランチャーを、主翼の先端にディスラプター・キャノンを搭載している。当初は遮蔽中には攻撃も防御もできなかったが、『スタートレックVI 未知の世界』の試作艦は遮蔽中でも攻撃できる。しかし、遮蔽中でもエンジン排気から追跡されてしまう等、まだ弱点があった。
24世紀には小型の「ブレル級」と、まったく同じ形だが大型の「クヴォート級」がある（『新スタートレック』）。
『スタートレック ジェネレーションズ』にはD-12型と呼ばれるプラズマ・コイルに欠陥のある旧型のバード・オブ・プレイが登場するが外観に変化はない。
劇場版『III』から『ジェネレーションズ』まで5作品連続で登場したうえ、『スタートレックIV 故郷への長い道』では事実上主役とも言える活躍で、人気の程がうかがえる。
デザインはILMのニロ・ロディス・ハメロ。ミニチュア製作もILMのため、スター・ウォーズ・シリーズ的な仕上がりの物となった。元は劇場版『III』の敵役は構想段階ではロミュランと設定されたためロミュラン艦として発案されたが、監督であるレナード・ニモイの提案などにより敵役がクリンゴンに変更されたためクリンゴン艦としてデザインが進んだ。
『スタートレック：エンタープライズ』には22世紀中頃のクリンゴン・バード・オブ・プレイが登場する。23世紀以降のものとは若干デザインが異なり、主翼部の他に船体腹部にもディスラプター・キャノンを搭載していた。
ブレル級
全長157.76m、全幅181.54m、全高98.54m、乗員12名、主兵装はパルス・ディスラプター2門、光子魚雷発射管1門。
クヴォート級
全長323.40m、全幅335.61m、全高140.73m、乗員335名、主兵装はメガ・ディスラプター4門、光子魚雷発射管2門。